# Macropygia modiglianii
La tórtola cuco de Barusan (Macropygia modiglianii) es una especie de ave columbiforme de la familia Columbidae encontrada en las islas al oeste de Sumatra. Hasta 2016, era considerada una subespecie de la tórtola cuco indonesia (Macropygia emiliana).

## Subespecies
Se reconocen las siguientes subespecies:
- M. m. modiglianii Salvadori, 1887 – en la isla de Nías;
- M. m. elassa Oberholser, 1912 – en las islas Mentawai;
- M. m. hypopercna Oberholser, 1912 – en la isla de Simeulue.